# Liturgia cristiana

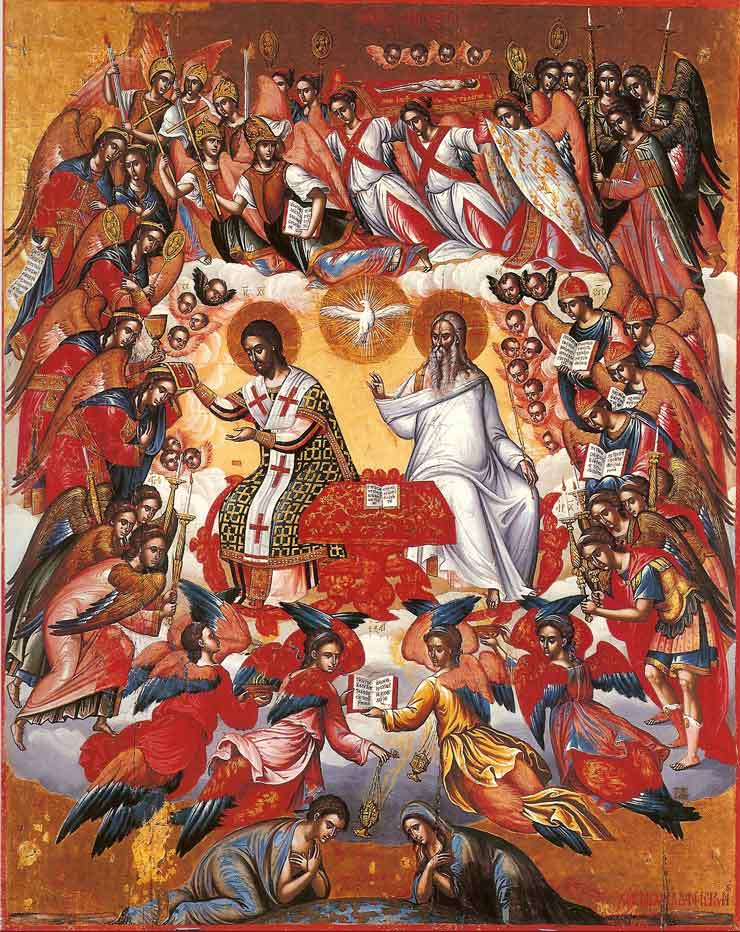
Imagen de la liturgia, siglo XVI

La liturgia cristiana es el conjunto de ritos y cultos de las congregaciones o confesiones cristianas, dirigidos normalmente por clérigos.
La liturgia primitiva ha ido evolucionando y diferenciándose de forma análoga a las  distintas iglesias cristianas, y existen familias de ritos con un origen territorial o cultural común. La mayoría de las confesiones cristianas celebran servicios religiosos los domingos, y en algunos casos los miércoles por la tarde o a diario, incluyendo los rezos de las horas canónicas y las liturgias eucarísticas o misas. Además, casi siempre se celebran de forma especial fechas como la Pascua, Jueves Santo, Viernes Santo,  Navidad, Miércoles de Ceniza o Pentecostés.
Se pueden destacar los diversos ritos litúrgicos católicos, así como la Divina Liturgia de las iglesias orientales de tradición bizantina, y liturgias de confesiones protestantes como la adventista.
- Datos: Q2285545